# Fernanda Castillo
María Fernanda Castillo García (Hermosillo, Sonora, 24 de marzo de 1982) es una actriz mexicana. Conocida por interpretar a «Mónica Robles» en la serie de Telemundo El señor de los cielos.

## Carrera
Castillo desde pequeña se interesó en la actuación, lo que la llevó a ser bailarina de música clásica y de jazz a edad temprana. Estudió en el Centro de Educación Artística de Televisa durante tres años y se graduó en 2003, casi de inmediato fue nombrada «Chica E! Entertainment», lo que le valió para ser conocida en el medio artístico. En 2003 fue nombrada «El rostro de El Heraldo de México» y fue la imagen principal del Festival de Acapulco. En ese mismo año interpreta a Camila en la telenovela Clap, el lugar de tus sueños, aunque anteriormente ya había aparecido en otras telenovelas como Mi destino eres tú, Las vías del amor, y en la serie Mujer, casos de la vida real. Después de terminar Clap, el lugar de tus sueños, se dedicó a hacer teatro musical.
En 2005, actuó en la película Corazón marchito, que se terminó estrenando hasta 2007. En 2006, se unió a la puesta en escena Cabaret como bailarina, y más tarde hizo casting para la obra musical de Nacho Cano, Hoy no me puedo levantar, quedándose con el papel principal, y dando vida al personaje de María. Ella tuvo una corta participación en 2006 en la telenovela La fea más bella. En 2007, alterna su trabajo en el teatro cuando se une al elenco de la telenovela Destilando amor.  En 2008 tuvo una pequeña participación en la primera película de Gael García Bernal como director titulada Déficit.
En ese mismo año, después de terminar la temporada de la obra musical Hoy no me puedo levantar, es invitada a participar en la producción española de la misma puesta en escena, por lo que se va a vivir a España durante un tiempo. Después de estar fuera de México durante varios años y lejos de las telenovelas, en 2010 participó en la serie Mujeres asesinas en el episodio «Eliana, Cuñada», y más tarde se unió al elenco de Teresa, una nueva versión de la telenovela de 1959. En este proyecto interpretó a «Luisa de la Barrera Azuela», hermana del protagonista.
En 2011 apareció en la serie Como dice el dicho en el episodio «No todo lo que brilla es oro ...», y luego concluyó su contrato con Televisa participando en la telenovela Amor bravío. En 2013 se firmó contrato con la cadena de habla hispana estadounidense Telemundo, y posteriormente se integró al elenco de la telenovela El señor de los cielos, en esta producción interpretó a «Mónica Robles». Esta producción le valió para ser nominada para varios premios y ganó 2 Premios Tu Mundo como actriz principal favorita.
 En 2016 tiene una participación especial en la serie El Chema, donde volvió a interpretar a «Mónica Robles». En 2017 tuvo una participación especial en la telenovela La fan, y en ese mismo año concluye su participación en la serie El señor de los cielos.
En 2018 obtiene su primer papel principal en la película Una mujer sin filtro, una adaptación mexicana de la película chilena Sin filtro.  Más tarde en ese mismo año, obtiene su primer papel principal en la telenovela Enemigo íntimo, la cual protagonizó con Raúl Méndez y Matías Novoa.

## Vida personal
Castillo mantiene una relación desde 2014 con el también actor Erik Hayser. Ambos actores se convirtieron en padres en diciembre de 2020, tras la llegada de su primer hijo llamado Liam.

## Filmografía

### Cine
| Año  | Título                       | Rol                      | Notas        |
| ---- | ---------------------------- | ------------------------ | ------------ |
| 2007 | Corazón marchito             | Karina                   |              |
| 2007 | Déficit                      | Rol desconocido          |              |
| 2007 | Shakespeare tuvo una hermana | Marcela                  | Cortometraje |
| 2013 | El huésped                   | Rol desconocido          | Cortometraje |
| 2016 | Rumbos paralelos             | Adriana                  |              |
| 2016 | No manches Frida             | Carolina "Caro"          |              |
| 2016 | Qué pena tu vida             | Úrsula                   |              |
| 2018 | Una mujer sin filtro         | Paz López                |              |
| 2018 | Sacúdete las penas           | María                    |              |
| 2018 | Ya veremos                   | Alejandra                |              |
| 2019 | No manches Frida 2           | Carolina «Caro»          |              |
| 2019 | Dulce Familia                | Tamara «Tammy» Trujillos |              |
| 2019 | Día de muertos               | Salma                    | Voz          |
| 2020 | Cuidado con lo que deseas    | Nuria                    |              |

### Televisión
| Año       | Título                       | Rol                        | Notas                                                                           |
| --------- | ---------------------------- | -------------------------- | ------------------------------------------------------------------------------- |
| 2000      | Mi destino eres tú           | Extra en la boda           |                                                                                 |
| 2002      | Las vías del amor            | Mónica Loyola              |                                                                                 |
| 2002–2005 | Mujer, casos de la vida real | Varios personajes          | 7 episodios                                                                     |
| 2003      | Clap, el lugar de tus sueños | Camila                     |                                                                                 |
| 2006      | La fea más bella             | Mónica                     |                                                                                 |
| 2007      | Destilando amor              | Daniela Montalvo           | Papel recurrente; 162 episodios                                                 |
| 2010      | Mujeres asesinas             | Joana Palacios             | Episodio: «Eliana, Cuñada»                                                      |
| 2010–2011 | Teresa                       | Luisa de la Barrera Azuela | Papel recurrente; 134 episodios                                                 |
| 2011      | Como dice el dicho           | Aura                       | Episodio: «No todo lo que brilla es oro...»                                     |
| 2012      | Amor bravío                  | Viviana del Valle          | Papel recurrente; 144 episodios                                                 |
| 2013–2017 | El Señor de los Cielos       | Mónica Robles              | Papel recurrente (temporada 1); papel principal (temporadas 2–5); 420 episodios |
| 2016      | El Chema                     | Mónica Robles              | Episodio: «Narco en la TV»                                                      |
| 2017      | La Fan                       | La Parka                   | 2 episodios                                                                     |
| 2018–2020 | Enemigo íntimo               | Roxana Rodiles             | Papel principal (temporadas 1–2); 113 episodios                                 |
| 2021      | Monarca                      | Sofía Carranza             | Papel principal (temporada 2)                                                   |
| 2023–2025 | Isla brava                   | Lucía Estrada de Suárez    | Papel principal                                                                 |

### Teatro
| Año  | Título                   | Rol   | Notas                            |
| ---- | ------------------------ | ----- | -------------------------------- |
| 2006 | Hoy no me puedo levantar | María | Protagonista - Producción México |
| 2022 | Siete Veces Adiós        | Ella  | Protagonista - Primera temporada |

### Doblaje
| Año  | Título  | Rol | Notas |
| ---- | ------- | --- | ----- |
| 2023 | ¡Patos! | Pam |       |

## Premios y nominaciones
| Año  | Premio           | Categoría                              | Trabajos nominados     | Resultados |
| ---- | ---------------- | -------------------------------------- | ---------------------- | ---------- |
| 2013 | Premios Tu Mundo | La mala más buena                      | El señor de los cielos | Nominada   |
| 2014 | Premios Tu Mundo | La mala más buena                      | El señor de los cielos | Nominada   |
| 2014 | Premios Tu Mundo | La pareja perfecta (con (Rafael Amaya) | El señor de los cielos | Nominada   |
| 2015 | Premios Tu Mundo | Actriz principal favorita              | El señor de los cielos | Ganadora   |
| 2016 | Premios Tu Mundo | Actriz principal favorita              | El señor de los cielos | Ganadora   |
| 2017 | Premios Tu Mundo | Actriz principal favorita              | El señor de los cielos | Nominada   |